# Sayn-Wittgenstein
Das Haus Sayn-Wittgenstein ist ein Geschlecht des früheren deutschen Hochadels. Es regierte im Heiligen Römischen Reich mehrere selbständige Grafschaften bzw. Fürstentümer reichsunmittelbar und war mit Sitz und Stimme im Reichsfürstenrat des Reichstags vertreten. Um 1806 wurden diese Territorien mediatisiert und verloren somit ihre Unabhängigkeit; danach gehörten die Linien des Hauses zu den Standesherren des Deutschen Bundes.
Im Mannesstamm geht das Haus Sayn-Wittgenstein auf das Haus Sponheim zurück. Durch Heirat erwarb das Geschlecht, das in der Grafschaft Sponheim regierte, 1246 die Grafschaft Sayn mit Sitz auf Burg Sayn von dem gleichnamigen, ausgestorbenen Grafengeschlecht. Es folgten mehrere Erbteilungen und 1361 kam, ebenfalls im Erbweg, die Grafschaft Wittgenstein mit Sitz auf Burg Wittgenstein hinzu, deren Herren, die Grafen von Battenberg und Wittgenstein, ebenfalls erloschen waren.
Seit 1605 bzw. 1635 ist das Geschlecht in vier Linien Sayn-Wittgenstein-Berleburg, Sayn-Wittgenstein-Sayn, Sayn-Wittgenstein-Hohenstein und Sayn-Wittgenstein-Homburg geteilt.  Die drei Letzteren sind 1636, 1743 und 1948 erloschen. Ihre Nachfolge traten jüngere Zweige der Berleburger Linie an.

## Genealogie

### Grafen von Sponheim

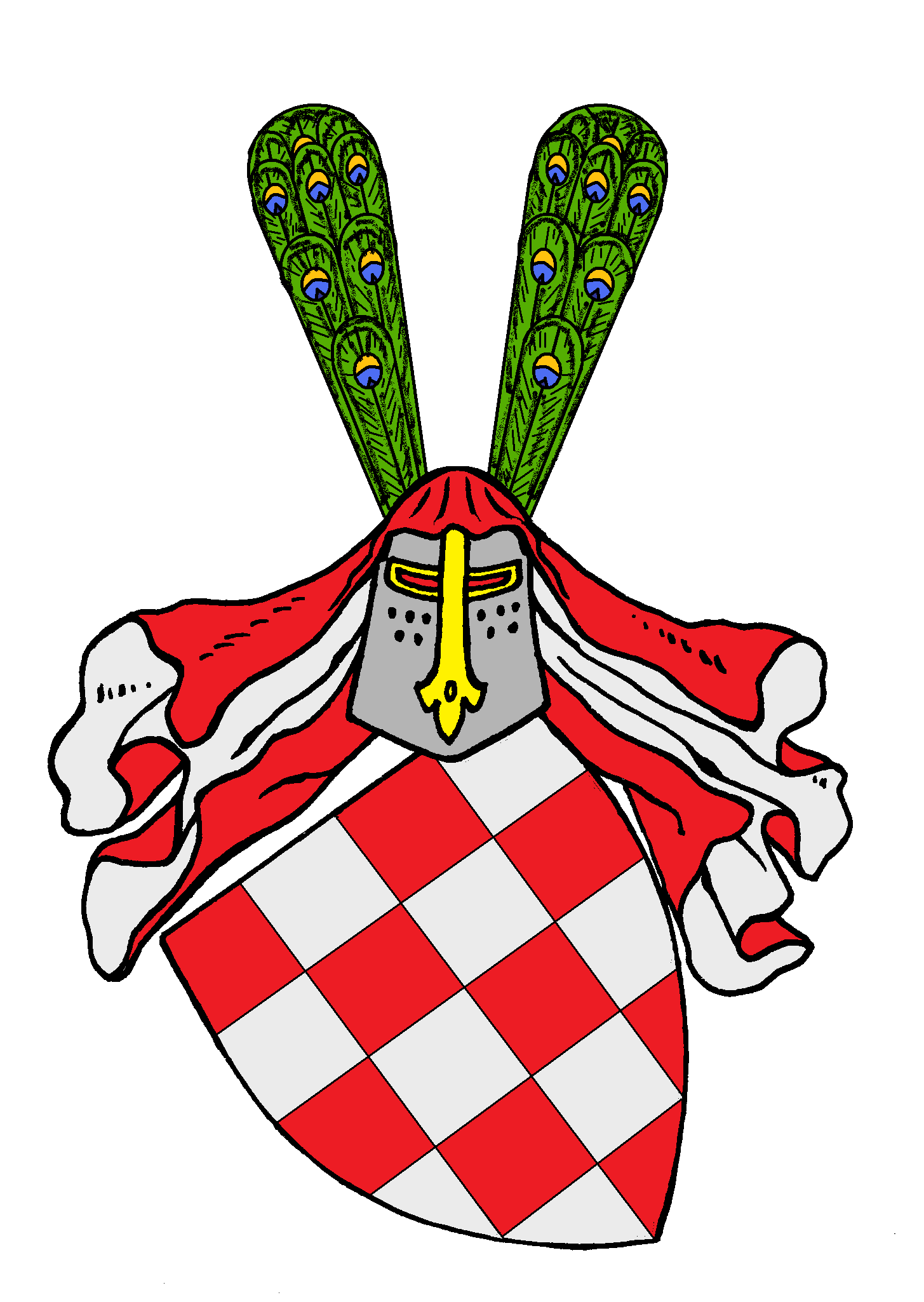
Wappen der Sponheimer

Siegfried I. von Sponheim († 1065), der erste urkundlich nachweisbare Namensträger der Sponheimer (historisch oft auch Spanheimer genannt), kam im Gefolge des Salier-Kaisers Konrad II. aus Rheinfranken nach Kärnten. Durch Heirat mit der Sieghardinger Erbtochter Richgard von Lavant († 1072) kam er zu reichen Besitzungen in Tirol und Kärnten. Sein Sohn Engelbert I. wurde 1090 zum Markgrafen von Istrien ernannt. Engelberts jüngster Sohn Heinrich erlangte 1122 die Herzogswürde im Herzogtum Kärnten und die Herrschaft über die Markgrafschaft Verona, welche die Sponheimer beide bis 1269 innehatten.
Gottfried III. von Sponheim (* vor 1183–1218) heiratete 1202 Adelheid von Sayn († 1263), eine der beiden Schwestern und Erbinnen des letzten Grafen von Sayn, Heinrich III. Nach dessen Tod 1246/47 fielen Teile der Grafschaft Sayn an Gottfrieds Sohn Johann I., den Begründer der Linie Sponheim-Starkenburg, sein Bruder Heinrich I. von Heinsberg begründete die Linie Sponheim-Heinsberg und der jüngste Bruder, Simon I., die Linie Sponheim-Kreuznach. Johann I. von Sponheim-Starkenburg hatte einen Sohn Gottfried I. (1266–1284), unter dessen Söhnen 1294 eine Erbteilung stattfand: Johann II. erbte die Grafschaft Sayn und begründete die Linie der Grafen von Sayn-Sayn; sein Bruder Engelbert I. erbte Vallendar und aus mütterlichem Erbe die Herrschaft Homburg mit Schloss Homburg und begründete die Linie der Grafen von Sayn-Homburg. Die letztere Linie erbte 1361 die Grafschaft Wittgenstein und begründete damit das Haus Sayn-Wittgenstein. Die rheinische Hauptlinie des Sponheimer Grafengeschlechts (in Sponheim) starb im 15. Jahrhundert aus, doch die Grafen von Ortenburg bilden eine ebenfalls bis 1805 reichsunmittelbar regierende und bis heute existierende Seitenlinie des Sponheimer Mannesstammes.

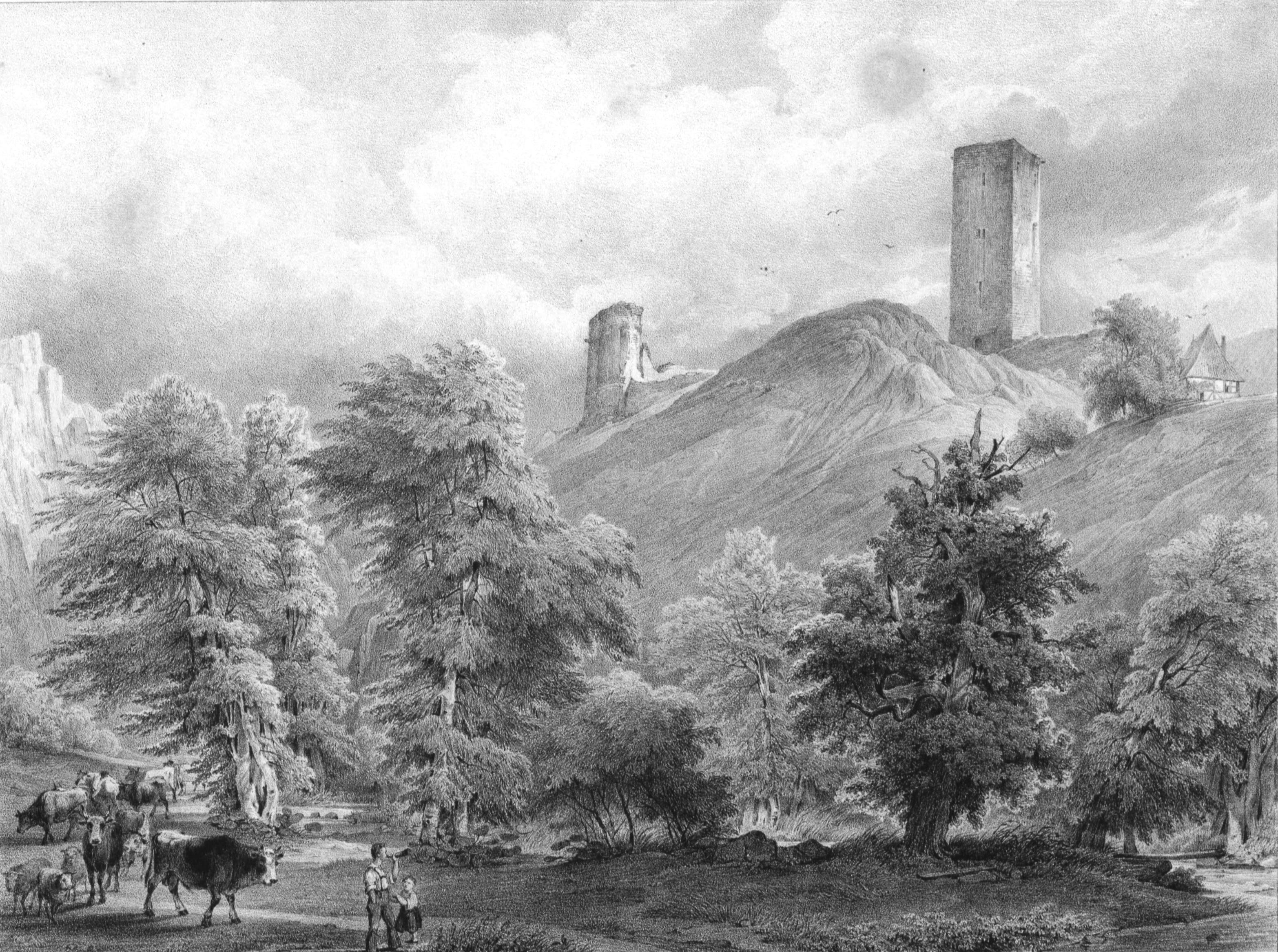
Burg Sponheim
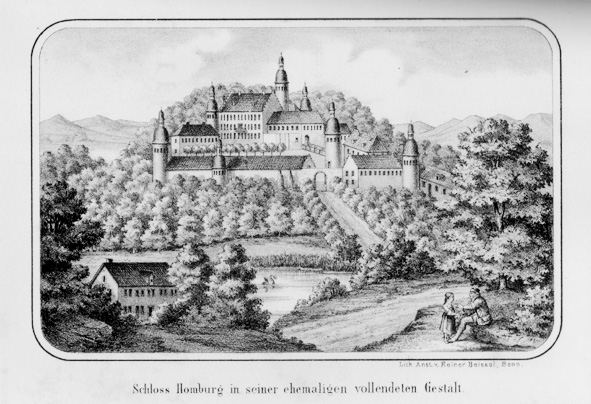
Schloss Homburg (Nümbrecht)

### Grafen von Sayn (bis 1246)

Wappen der Grafen von Sayn

Nach der wahrscheinlich im 10. oder 11. Jahrhundert erbauten Burg Sayn bei Bendorf nannte sich ein Grafengeschlecht, die Grafen von Sayn, das zum ersten Mal 1139 urkundlich belegt ist. Die Grafen erwarben nach und nach Güter im Westerwald, wo sie um 1180 das Schloss und nachfolgend die Stadt Hachenburg gründeten, ferner an der Sieg und am Niederrhein. Auch stifteten sie 1222 das Zisterzienserkloster Marienstatt. Die genauen Ursprünge der ersten Grafen von Sayn liegen noch im Dunkeln, aber eine Abstammung vom Haus Nassau ist wahrscheinlich.
Die ursprünglichen Grafen von Sayn starben 1246 mit dem Tode von Heinrich III. aus. Seine Schwester Adelheid war mit Gottfried III. von Sponheim verheiratet und brachte die Grafschaft Sayn als Erbe an die Grafen von Sponheim. Einige Besitzungen fielen dann an Gottfrieds zweiten Sohn Heinrich von Sponheim-Heinsberg, Herrn der Herrschaft Heinsberg. Der Enkel Gottfrieds III. durch seinen ältesten Sohn Johann I. (ebenfalls mit Namen Gottfried) gründete schließlich die jüngere Linie der Grafen von Sayn (des Stammes Sponheim).

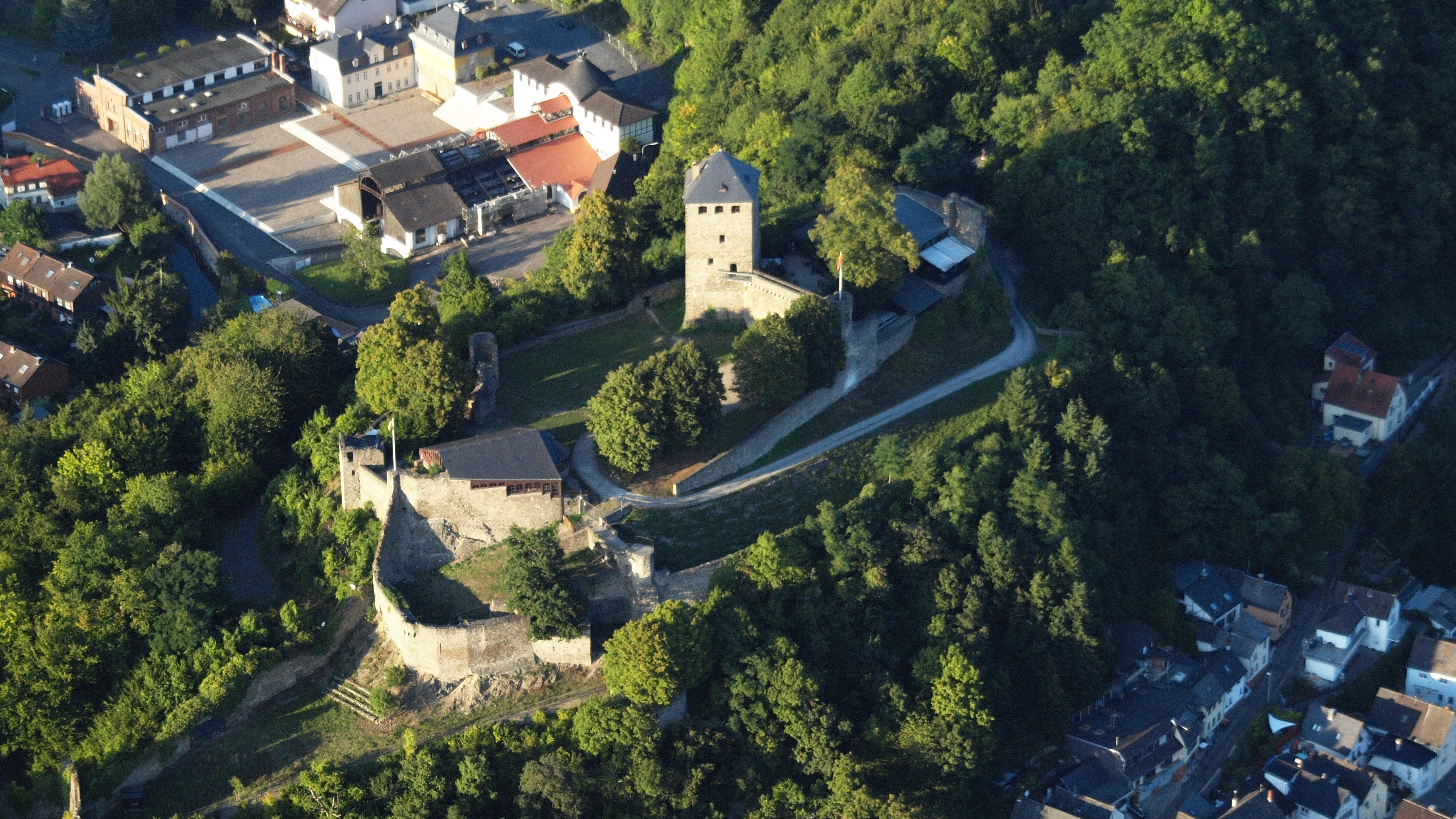
Burg Sayn
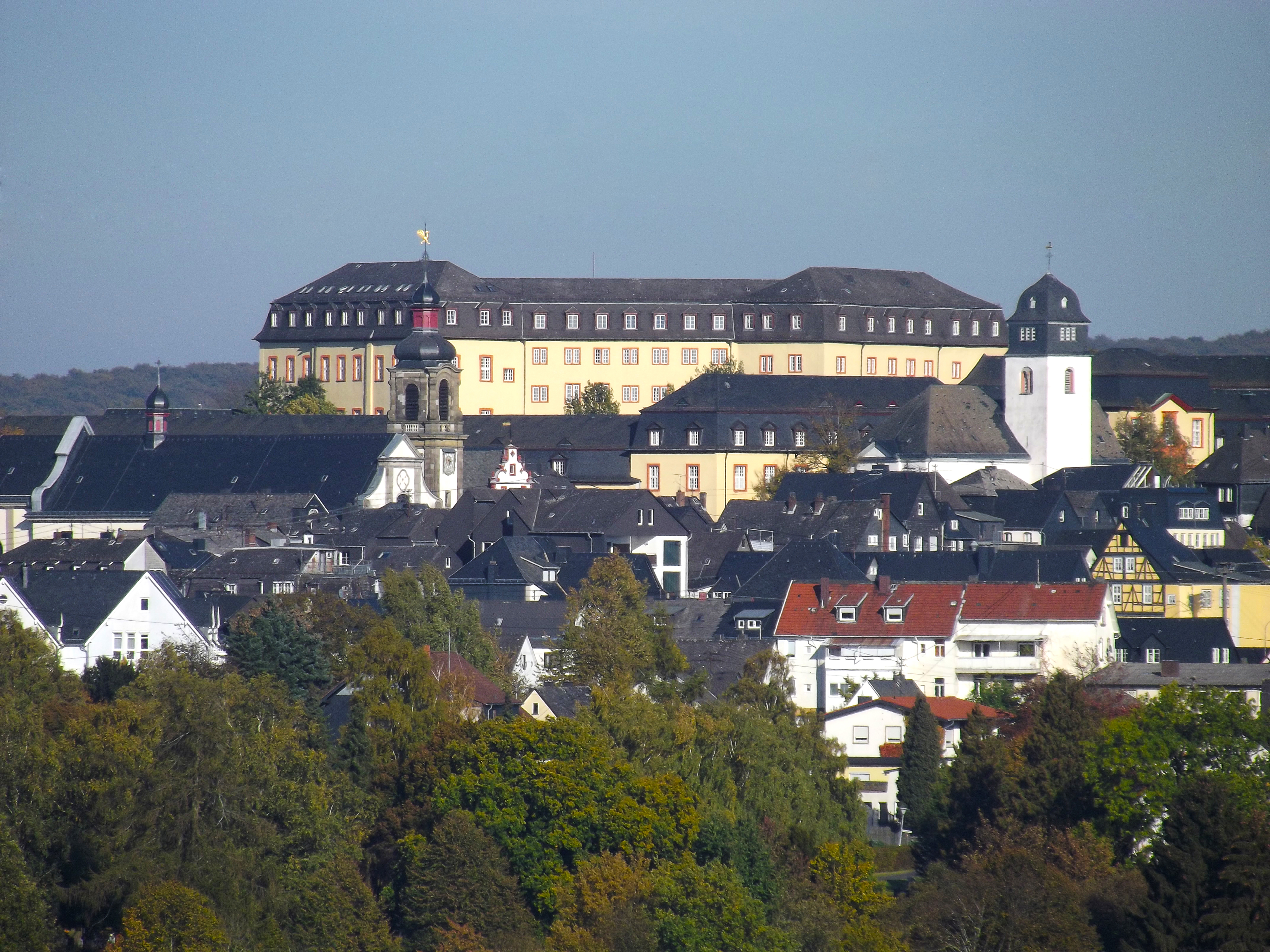
Schloss Hachenburg
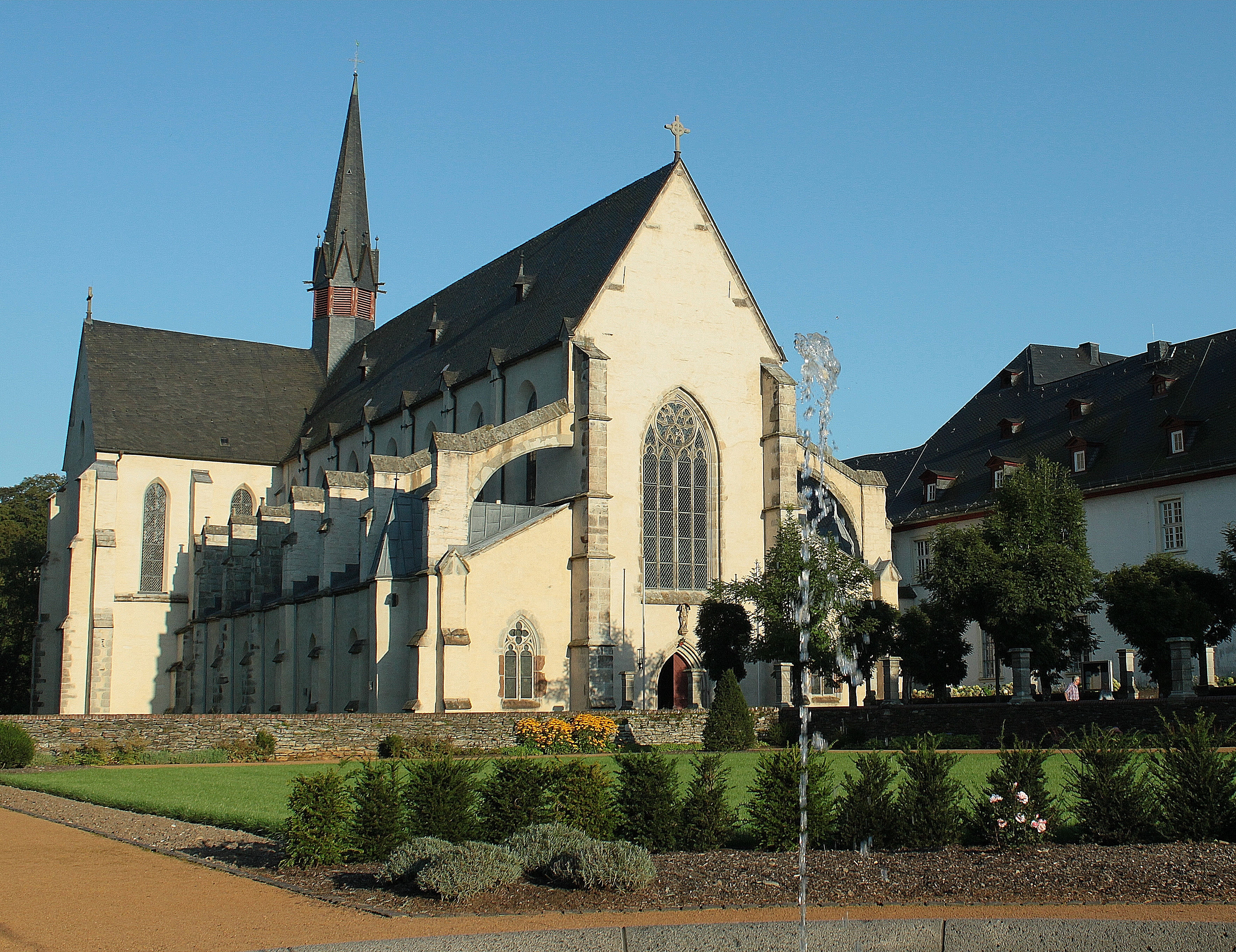
Abtei Marienstatt

### Grafen von Wittgenstein (bis 1361)

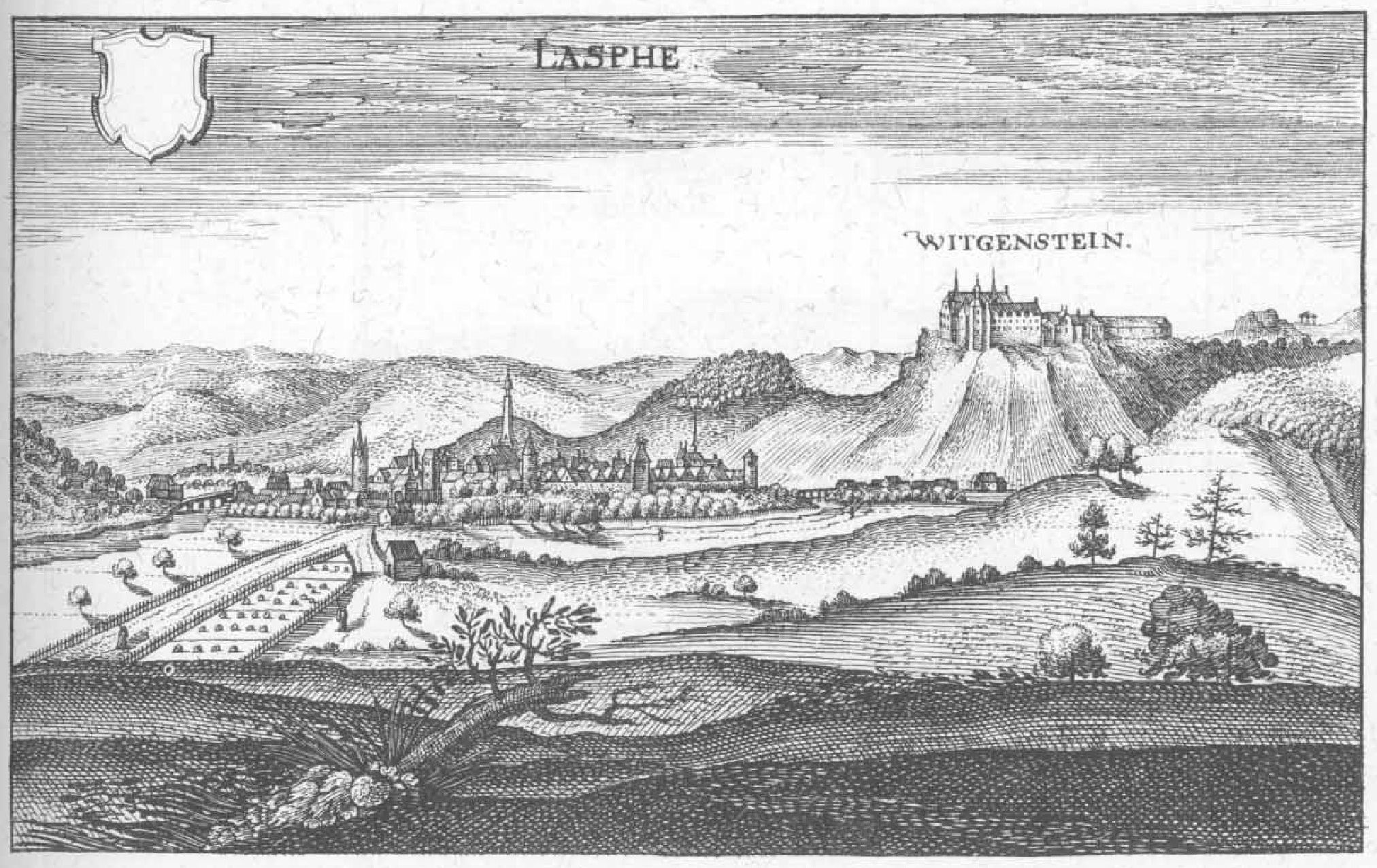
Laasphe mit dem Schloss Wittgenstein

Wappen der Grafen von Battenberg und Wittgenstein

Der Name der Burg Wittgenstein (Widechinstein), oberhalb der Stadt Laasphe gelegen, wird erstmals im Jahre 1174 urkundlich erwähnt. Der Graf von Battenberg nannte sich damals nach seinen beiden Burgen Werner von Battenberg und Wittgenstein. Die Grafen von Wittgenstein waren somit ein Zweig der Grafen von Battenberg, die sich bis 1238 mal von Battenberg und mal von Wittgenstein nannten und deren Besitz um Battenberg (Eder) und Wittgenstein lag. Mit dem Bau der Burg Wittgenstein um 1187 dehnten sie ihr Herrschaftsgebiet bis an die Lahn aus.
Im Jahre 1238 wurde die Grafschaft Battenberg und Wittgenstein unter den Enkeln des Grafen Werner I. geteilt: Widekind II. erhielt die Battenberger Besitzungen und Siegfried I. erhielt die Burg Wittgenstein und die Stadt Laasphe. 1295 unterstellte sich Wittgenstein der Lehnsherrschaft der Erzbischöfe von Köln. Graf Siegfried I. erwarb vom Kloster Grafschaft zudem Eigentumsrechte an dem Ort Berleburg, der 1322 in den Alleinbesitz von Siegfried II. von Wittgenstein überging. 1361, nach dem Erlöschen der Wittgensteiner in männlicher Linie, erbten die Grafen Eberhardt und Heinrich von Sayn, Söhne des Salentin von Sayn-Homburg (des Stammes Sponheim) und der Adelheid von Wittgenstein, die Grafschaft Wittgenstein.

### Grafen von Sayn-Sayn und von Sayn-Wittgenstein (ab 1361)
Die Besitzungen wurden ab 1361 in zwei Linien weitergeführt:
- die Besitzungen um Sayn, Altenkirchen und Hachenburg in der Linie Sayn-Sayn,
- die Besitzungen um Homburg sowie das Wittgensteiner Erbe um Laasphe und Berleburg in der Linie Sayn-Wittgenstein.

Folgende Grafen regierten die Grafschaft Wittgenstein in der Nachfolge:
- Salentin von Sayn, Graf zu Wittgenstein (um 1310–1392)
- Johann IV. von Sayn, Graf zu Wittgenstein (gest. um 1436)
- Georg von Sayn, Graf zu Wittgenstein (um 1400–1472)
- Eberhard von Sayn, Graf zu Wittgenstein (1440–1494) und sein Bruder Johann, der später in den geistlichen Stand übertrat
- Wilhelm von Sayn, Graf zu Wittgenstein (1488–1570) und sein Bruder Johann (1489–1551).
- Ludwig der Ältere von Sayn, Graf zu Wittgenstein (1532–1605)

Seit 1500 zählte die Grafschaft Wittgenstein zum Niederrheinisch-Westfälischen Reichskreis, während die Grafschaft Sayn zum Oberrheinischen Reichskreis gehörte. In der 2. Hälfte des 16. Jahrhunderts wurde die Reformation in der Grafschaft eingeführt.
1606 starb die Linie Sayn-Sayn, die seit 1294 die eigentliche Grafschaft Sayn besessen hatte, in der männlichen Linie aus. Ihr letzter Vertreter, Heinrich IV., hatte schon 1605 die Grafschaft seiner einzigen Verwandten vermacht, seiner Nichte Anna Elisabeth, die mit dem dritten Sohn des Grafen Ludwig von Sayn-Wittgenstein, Wilhelm III., verheiratet war, so dass die beiden Linien für kurze Zeit wieder vereint wurden.

### Grafen und Fürsten zu Sayn-Wittgenstein von 1605 bis 1806
Ludwig I. (1532–1605), Graf von Sayn zu Wittgenstein, vereinte beide Grafschaften, Sayn und Wittgenstein, in einer Hand. Aber schon 1605 teilte er sein Erbe auf seine drei Söhne auf:

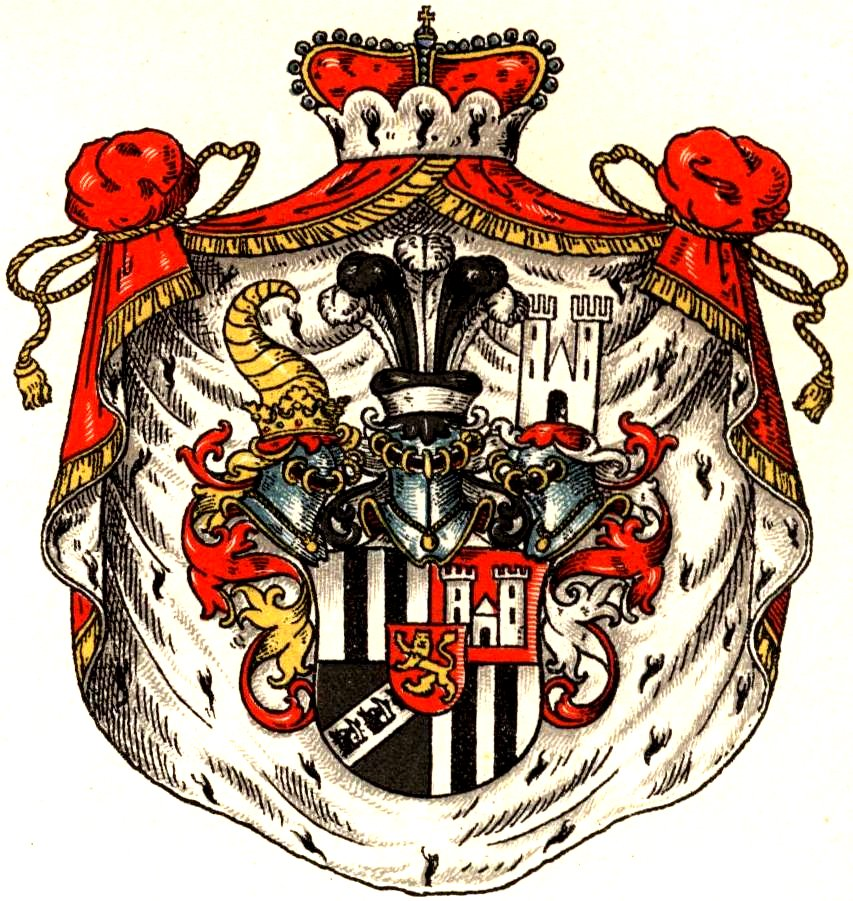
Sayn-Wittgenstein-Berleburg

- Sayn-Wittgenstein-Berleburg Der älteste Sohn, Georg (1565–1631) erbte den nördlichen Teil der Grafschaft Wittgenstein mit Sitz in Berleburg sowie die Reichsherrschaft Homburg. Er begründete die Linie der Grafen zu Sayn-Wittgenstein-Berleburg, die 1792 zu Reichsfürsten erhoben wurden. Bekannt wurde Richard zu Sayn-Wittgenstein-Berleburg (1934–2017) als Ehemann der Prinzessin Benedikte von Dänemark. Sein Nachfolger als heutiger Linienchef und Besitzer von Schloss Berleburg ist der Sohn Gustav (* 1969). Von der Berleburger Linie spaltete sich Mitte des 17. Jahrhunderts eine Nebenlinie ab. Rechtlich gesehen wäre Graf Georgs erstgeborener Sohn Graf Ludwig Casimir (1598–1643) der Erbe aller berleburgischen Territorien gewesen, aber sein Bruder Ernst machte ihm das Vermächtnis des Vaters streitig. Ludwig Casimir gab 1635 nach und übertrug die Reichsherrschaft Homburg im Dillenburger Vergleich an Graf Ernst (* 1599), der somit eine eigene Dynastie Sayn-Wittgenstein-Homburg (1635–1743) begründete. Mit der homburgischen Eigendynastie begann auch der Um- und Ausbau von Homburg zu einem Barockschloss, welches die kleine Herrschaft fast in den finanziellen Ruin trieb. Ebenso spalteten sich im frühen 18. Jahrhundert die gräflichen Nebenzweige von Karlsburg und Ludwigsburg ab, begründet durch Karl Wilhelm zu Sayn-Wittgenstein-Berleburg-Karlsburg (1693–1749) und Ludwig Franz II. zu Sayn-Wittgenstein-Berleburg-Ludwigsburg (1694–1750), die beiden jüngeren Brüder des regierenden Berleburger Grafen Casimir (1687–1741). Der Ludwigsburger Zweig wurde 1834 in den preußischen Fürstenstand erhoben und stiftete die jüngere Linie Sayn-Wittgenstein-Sayn (siehe unten).
- Der zweite Sohn, Wilhelm III. (* 1569), war in erster Ehe mit der Gräfin Anna Elisabeth von Sayn, Erbin der 1606 ausgestorbenen Linie Sayn-Sayn, verheiratet. Er begründete 1605 die (ältere) Linie der Grafen zu Sayn-Wittgenstein-Sayn mit Sitz in Sayn. Diese Linie starb aber schon 1636 mit Graf Ernst aus und seine Witwe, Louise Juliane, wurde von Verwandten ihres Mannes vertrieben. Nachdem sie das Erbe mit dem Westfälischen Frieden 1648 zurückerlangt hatte, teilte es sie 1652 in die Grafschaft Sayn-Hachenburg und die Grafschaft Sayn-Altenkirchen auf, die über ihre beiden Töchter dann an andere Häuser fielen.[6]

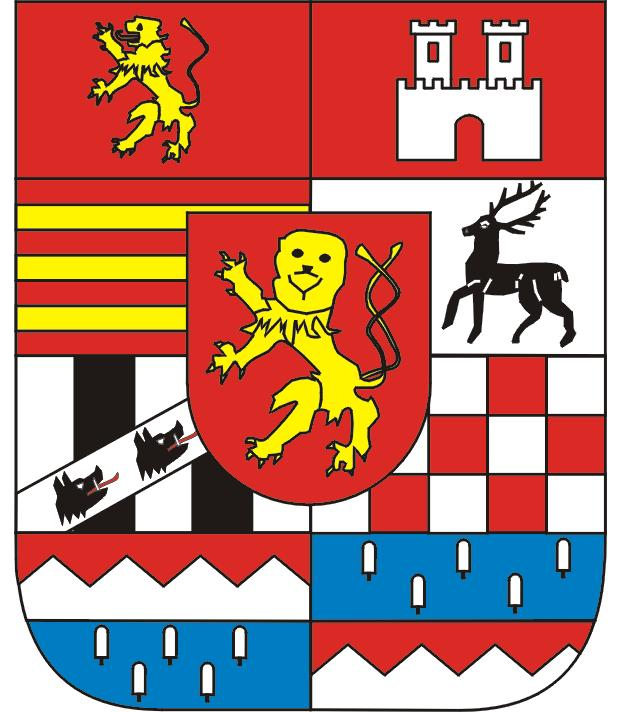
Sayn-Wittgenstein-Hohenstein

- Sayn-Wittgenstein-Hohenstein Der dritte Sohn, Ludwig II. (* 1571, regierte 1607–1634), erbte den südlichen Teil der Grafschaft Wittgenstein mit Schloss Wittgenstein in Laasphe. Er begründete die Linie der Grafen zu Sayn-Wittgenstein-Wittgenstein. Seitdem Johann VIII. 1647 die Grafschaft Hohnstein im Harz als brandenburgisches Lehen erhalten hatte, nannte sich die Linie Sayn-Wittgenstein-Hohenstein; aber schon 1699 zog der brandenburgische Kurfürst die Hohnsteiner Grafschaft wieder ein, jedoch behielten die in Wittgenstein weiter regierenden Grafen den Namen bei. 1801 wurden sie zu Reichsfürsten erhoben. Die Wittgenstein-Hohensteiner Linie erlosch 1948. Der letzte Fürst, August (1868–1948), teilte sein Erbe zwischen verschiedenen Verwandten auf.[7] Sein Adoptivsohn Christian Heinrich Prinz zu Sayn-Wittgenstein-Berleburg (1908–1983) aus der Berleburger Linie und nach ihm dessen Sohn Bernhart (* 1962) führen im privaten Verkehr den historischen Titel Fürst zu Sayn-Wittgenstein-Hohenstein. Dessen Wohnsitz ist heute das Herrenhaus Schwarzenau, nachdem Schloss Wittgenstein zur Internatsschule umgewandelt wurde.
- Ein Nebenzweig der Linie Sayn-Wittgenstein-Berleburg, die Grafen zu Sayn-Wittgenstein-Berleburg-Ludwigsburg, begründete mit Graf Ludwig Franz II. die dritte Linie der Fürsten zu Sayn-Wittgenstein-Sayn (ab 1834 Fürsten im Königreich Preußen). Ludwig Adolph Friedrich Fürst zu Sayn-Wittgenstein-Ludwigsburg (1799–1866), ältester Sohn des kaiserlich russischen Feldmarschalls Fürst Ludwig Adolph Peter, kehrte 1848 mit seiner Gemahlin Leonilla Barjatinsky (1816–1918) aus Russland zurück, erhielt vom preußischen König Friedrich Wilhelm IV. die Ruine der Burg Sayn sowie das am Fuß des Burgbergs gelegene Schloss Sayn geschenkt, welches er neugotisch erweitern ließ. Er gründete in Sayn ein Fideikommiss und erhielt für den jeweiligen Chef dieser neuen Linie den Titel eines Fürsten zu Sayn-Wittgenstein-Sayn. Sein ältester Sohn Peter (1832–1886) starb kinderlos, der zweite Sohn Friedrich (1836–1909) hatte aus zwei morganatischen Ehen Nachfahren (v. Falkenburg bzw. ab 1899 russische Fürsten zu Sayn-Wittgenstein), der dritte Sohn starb kinderlos, der vierte Sohn, Alexander (1847–1940) verzichtete zugunsten seiner Söhne aus erster Ehe und nahm, samt seinen Kindern aus zweiter (unstandesgemäßer) Ehe den Namen Graf von Hachenburg an; Träger des Fürstentitels wurde sein Sohn Stanislaus (1872–1958), dem sein Neffe Ludwig (1915–1962) folgte, ihm wiederum als heutiger Linienchef sein Sohn Alexander (* 1943). Dieser Zweig konvertierte im 19. Jahrhundert zum Katholizismus.

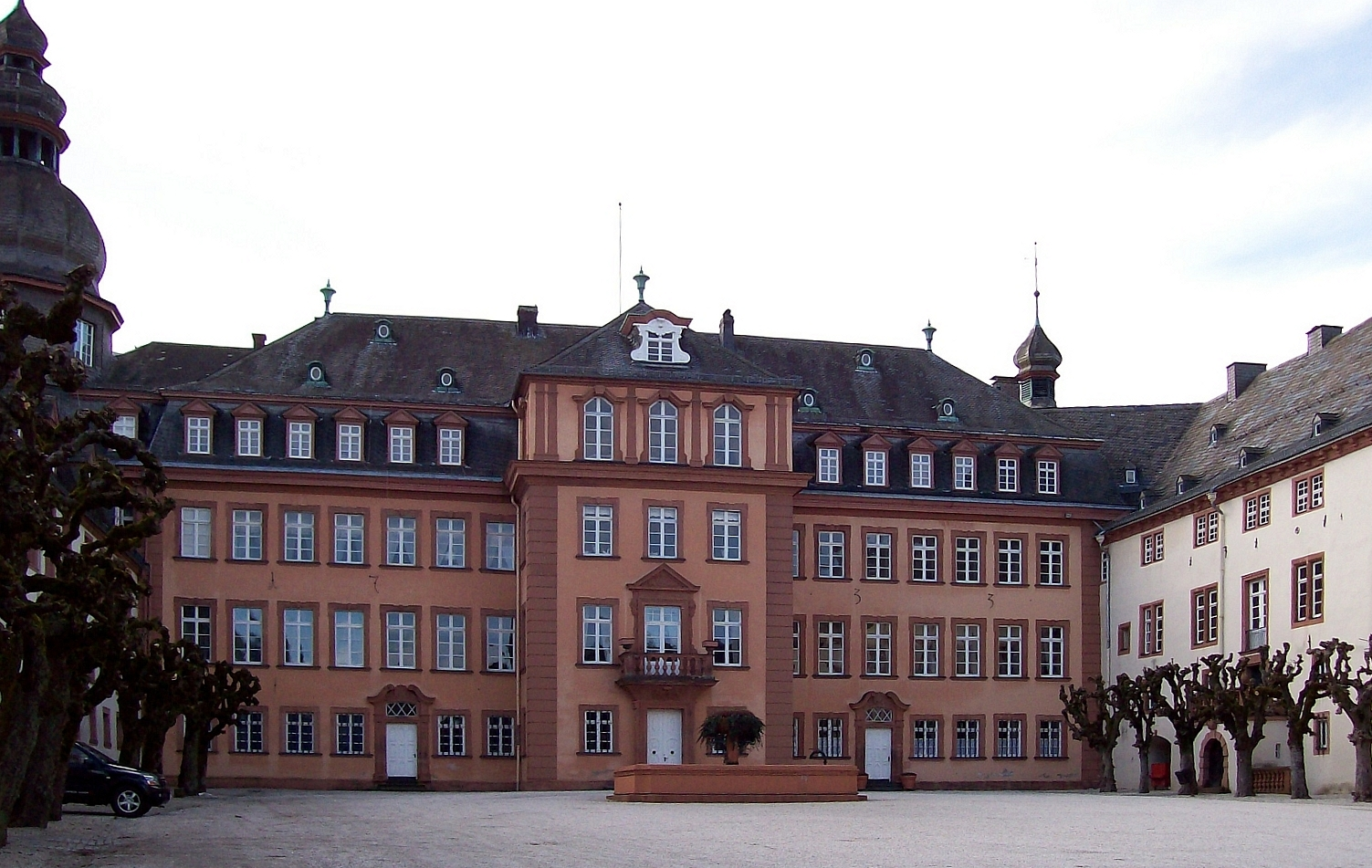
Schloss Berleburg, bis heute Sitz der Linie Sayn-Wittgenstein-Berleburg
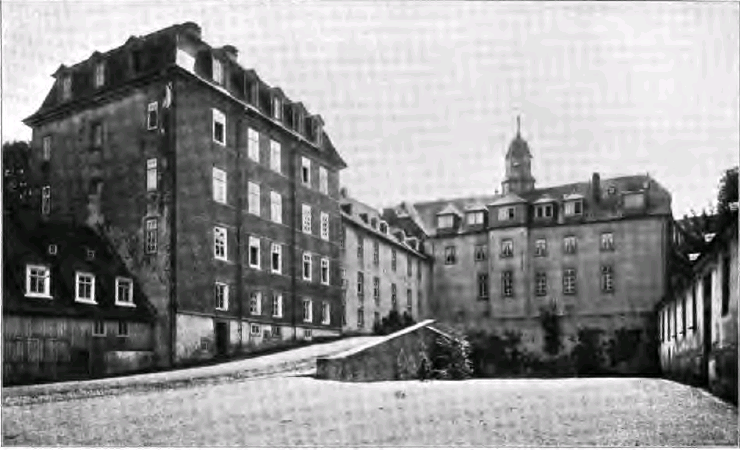
Schloss Wittgenstein, bis 1950 Sitz der Linie Sayn-Wittgenstein-Hohenstein
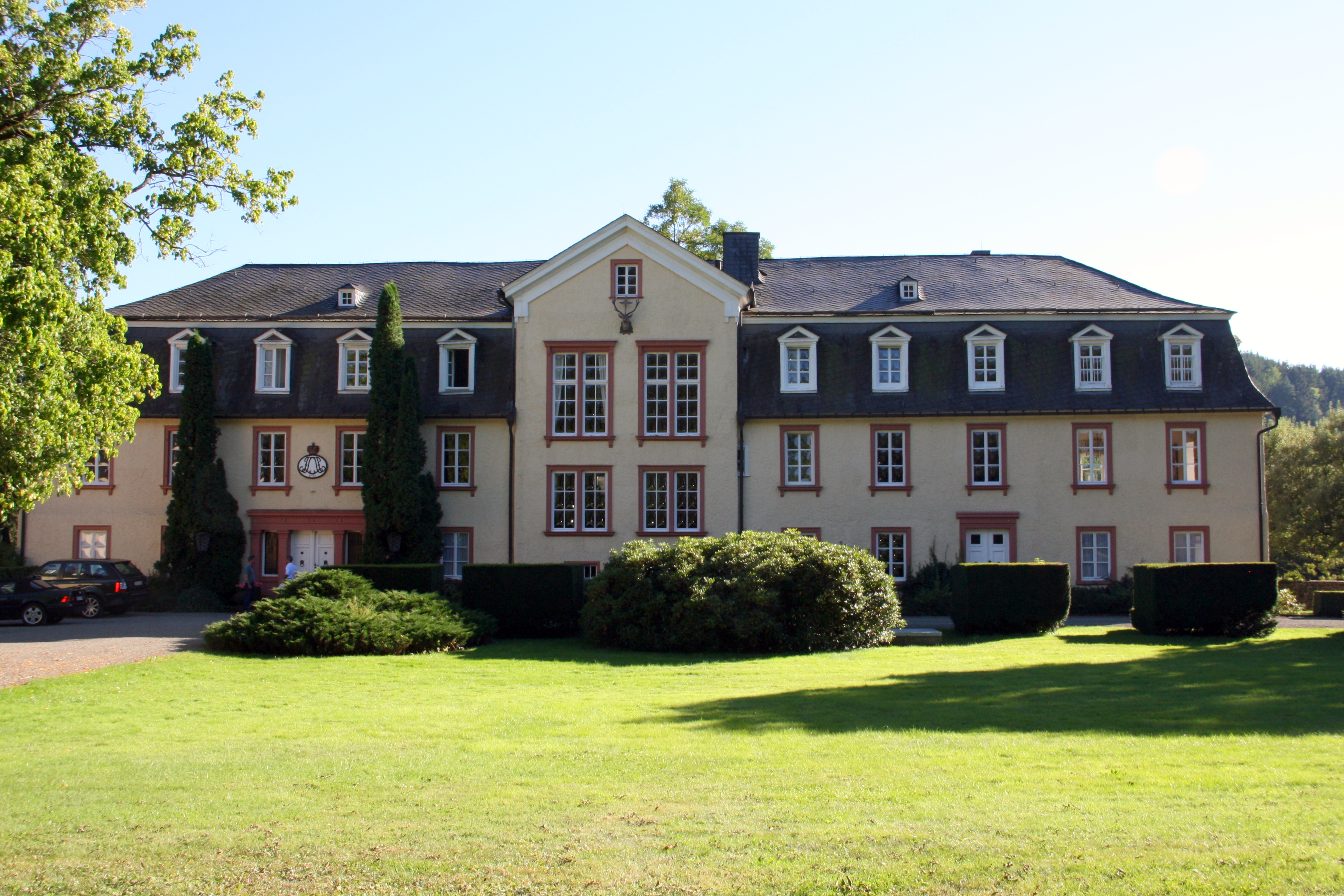
Jagdschloss Schwarzenau, heutiger Sitz der Linie Sayn-Wittgenstein-Hohenstein
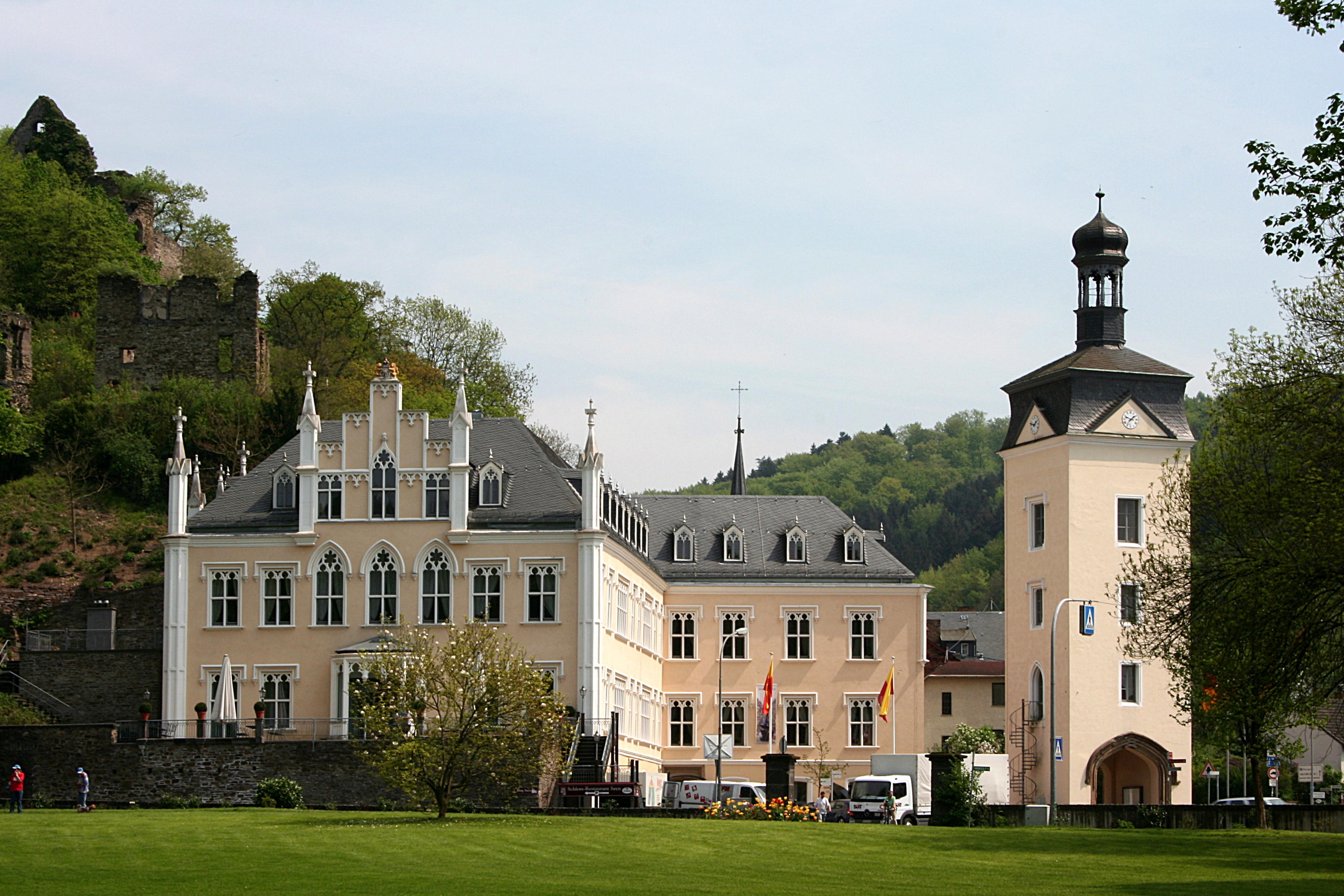
Schloss Sayn, Sitz der Linie Sayn-Wittgenstein-Sayn
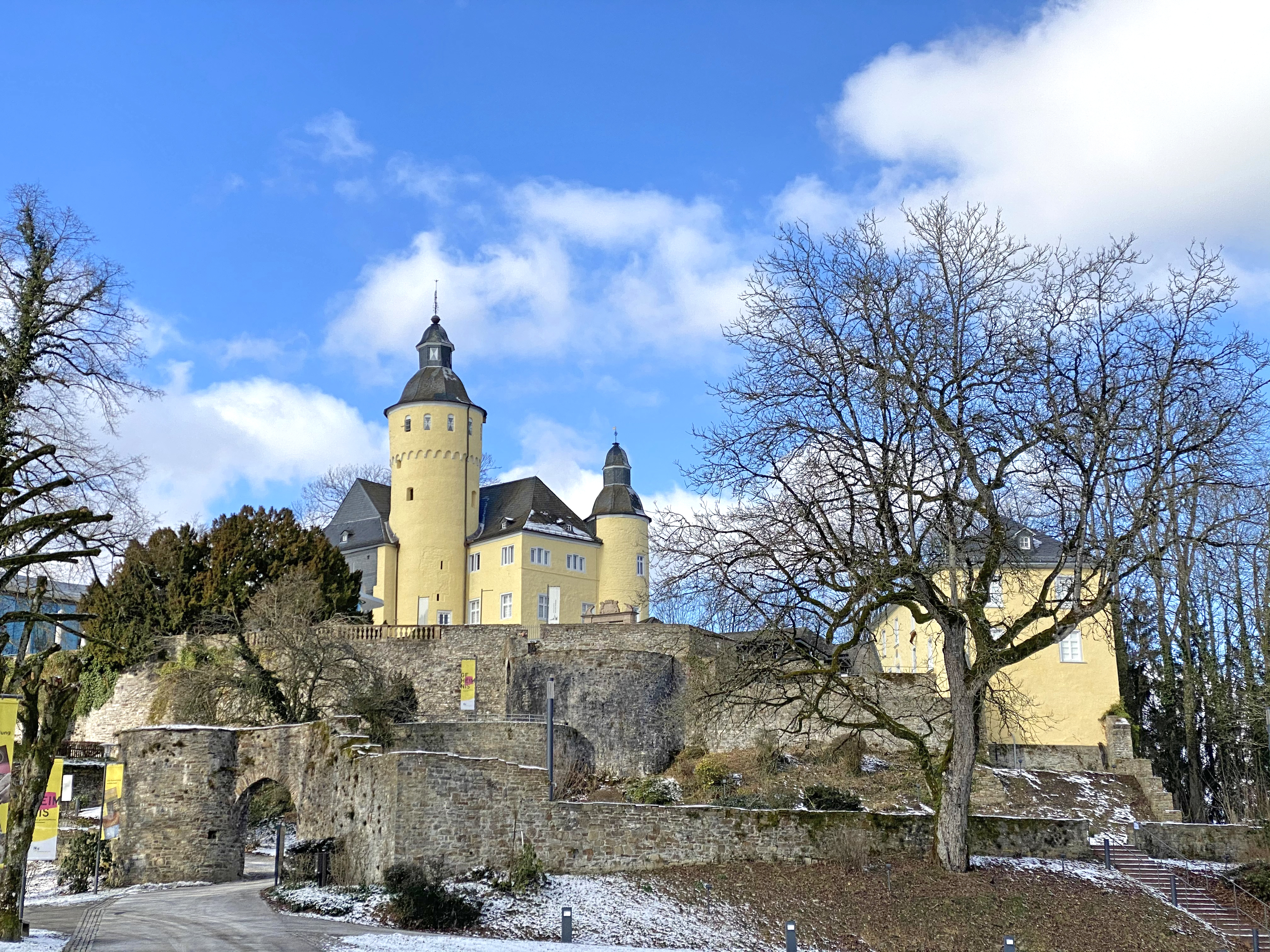
Schloss Homburg, Stammburg der Linie Sayn-Homburg woraus die Linie Sayn-Wittgenstein hervorging, von 1635 bis 1743 Sitz der Linie Sayn-Wittgenstein-Homburg, bis 1806 zweiter Sitz der Linie Sayn-Wittgenstein-Berleburg

## Territorium
Die Grafschaft Sayn-Wittgenstein lag am Oberlauf von Eder und Lahn. Benachbarte Herrschaften waren:
- im Norden das kurkölnische Herzogtum Westfalen,
- im Südosten die Landgrafschaft Hessen (-Darmstadt),
- im Südwesten die Grafschaft Nassau.

Die beiden aus der Grafschaft hervorgegangenen Fürstentümer, Sayn-Wittgenstein-Berleburg und Sayn-Wittgenstein-Wittgenstein-(Hohenstein), wurden 1806 mediatisiert und zunächst dem Großherzogtum Hessen-Darmstadt angeschlossen, dann aber auf Beschluss des Wiener Kongresses von 1815 an Preußen abgegeben. Wiedervereinigt bildeten sie seit 1817 den Kreis Wittgenstein im südöstlichen Teil der Provinz Westfalen. Der Kreis Wittgenstein in Nordrhein-Westfalen wurde 1975 mit Siegen zum heutigen Kreis Siegen-Wittgenstein vereinigt.

## Wappen
Die Grafen von Wittgenstein hatten folgendes Stammwappen: In Silber zwei schwarze Pfähle (siehe oben). Es erscheint auch heute noch in einer Reihe aktueller Gemeindewappen, z. B.:

Kreis Siegen-Wittgenstein
Stadt Bad Berleburg
Stadt Bad Laasphe
Gemeinde Erndtebrück
Gemeinde Nümbrecht

Die Grafen von Sayn-Wittgenstein (-Homburg) hatten ein Stammwappen mit vier Feldern im Hauptschild sowie einem Herzschild (siehe oben):
- Hauptschild, Feld 1 und 4 (links oben und rechts unten): In Silber zwei schwarze Pfähle – für Wittgenstein
- Hauptschild, Feld 2 (rechts oben): In Rot eine zweitürmige silberne, schwarzgefugte Burg – für Homburg
- Hauptschild, Feld 3 (links unten): In Schwarz ein mit drei schwarzen, rechtsgewandten Schweinsköpfen belegter silberner Schrägbalken – für Freusberg (In späteren Darstellungen wird das Feld gewendet, so dass die Eberköpfe einwärts blicken.)
- Herzschild: In Rot ein goldener Gelöwter Leopard – für Sayn

## Namensführung „Fürst zu“, „Prinz zu“ und „Fürst von“ Sayn-Wittgenstein

### „Fürst zu“ und „Prinz zu“ Sayn-Wittgenstein
Seit dem Inkrafttreten der Weimarer Reichsverfassung vom 14. August 1919 tragen alle deutschen Familienangehörigen der verschiedenen Linien den amtlichen Familiennamen „Prinz bzw. Prinzessin zu Sayn-Wittgenstein-…“. Die einst in Primogenitur vererbten Fürstentitel der drei Linienoberhäupter Berleburg, Hohenstein und Sayn werden – teilweise – im privaten Verkehr noch verwendet.
Die Mitglieder des russischen (Ludwigsburger) Nebenzweiges der Linie Berleburg, die heute vor allem in Kanada leben, führen alle den Namen Fürst bzw. Fürstin zu Sayn-Wittgenstein. Dazu kam es auf folgendem Wege: Der primogen vererbliche Titel Fürst zu Sayn und Wittgenstein wurde dem Sohn des Grafen Christian Ludwig zu Sayn-Wittgenstein-Berleburg-Ludwigsburg (1725–1797), dem kaiserlich russischen Generalleutnant Graf Peter (1769–1843), 1834 in Preußen verliehen. In Russland wurde dieser Titel sodann, ebenfalls 1834, als Fürst zu Sayn-Wittgenstein bestätigt und Fürst Peter damit in den erblichen Russischen Adel der Fürstenklasse aufgenommen. Russische Fürstentitel aber waren – in der Regel – nicht nur primogen vererblich, sondern wurden – im Gegensatz zum deutschen Fürstenrecht – von sämtlichen Familienangehörigen gleichzeitig geführt, somit nicht nur vom jeweiligen Linienchef, sondern auch von jüngeren Söhnen sowie ihrer Deszendenz und auch von unverheirateten Töchtern. Dieser russische Fürstentitel wurde sodann von den Nachfahren von Peters zweitem Sohn Friedrich (1836–1909) weiter geführt, während der vierte und jüngste Sohn Alexander (1847–1940), nach Deutschland zurückgekehrt, die Linie „zu Sayn-Wittgenstein-Sayn“ begründete, die unter diesem Namen den primogenen preußischen Fürstentitel fortführte, der sich nur an den jeweiligen Linienchef vererbte, während die jüngeren Nachfahren den Titel „Prinz/Prinzessin zu“ führten, der 1919 zum amtlichen Familiennamen wurde.
Durch eine Ehe mit Johann Casimir Prinz zu Sayn-Wittgenstein-Sayn (* 1976), Sohn des Oberhaupts des Hauses Alexander Prinz zu Sayn-Wittgenstein-Sayn, erwarb die deutsche Geschäftsfrau Corinna Larsen den Familiennamen. In der Berichterstattung über ihre Liaison mit dem spanischen König Juan Carlos I. nannte die Madrider Presse sie die „deutsche Prinzessin“. Trotz des Einspruchs des Hauses Sayn-Wittgenstein ließ sie sich auch nach der Scheidung als „Prinzessin“ titulieren. Sie erklärte gegenüber der Presse, dass es ihr „legitimes Recht“ sei, auch nach der Scheidung den durch die Ehe erworbenen Familiennamen zu tragen.

### „Fürst von“ Sayn-Wittgenstein

#### Entstehung und Erlöschen im Mannesstamm
Im Oktober 1904 hatte sich ein neuer, bayerischer Zweig von der Familie abgespalten: Prinz Hermann zu Sayn-Wittgenstein-Hohenstein, der eine nicht ebenbürtige Ehe mit Gertrude Katharina Westenberger eingegangen war, und sein aus dieser Verbindung stammender Sohn Alexander wurden in die Adelsmatrikel des Königreichs Bayern in der Fürstenklasse eingeschrieben, allerdings mit dem Titel „Fürst von Sayn-Wittgenstein“. Hermann verzichtete am 23. Januar 1905 auf die Zugehörigkeit zum Hause Sayn-Wittgenstein-Hohenstein. Die österreichische Prävalierung der Familie erfolgte am 11. Juli 1912 in Wien. Diese neue bayerisch-österreichische Linie starb allerdings mit den beiden Söhnen Hermanns, Alexander (1876–1947) und Adalbert (1887–1959), im Mannesstamm schon wieder aus.

#### Namensweitergabe über Eheschließungen und Adoptionen
Die letzte nach Adelsrecht legitime Namensträgerin dieser Linie, Alexanders einzige Tochter Elisabeth Gertrud (* 1927) heiratete 1979 auf Vermittlung des Titelhändlers Hans-Hermann Weyer Bruno Lothar Koch, der den Namen Fürst von Sayn-Wittgenstein annahm. Dieser habe zudem laut Alexander zu Sayn-Wittgenstein-Sayn durch Adoptionen eine „Kette“ von Namensweitergaben begründet, die zu mehr als 50 Namensträgern der Namensform „Fürst/in von“ geführt haben. Dazu gehört z. B. der Unternehmer Karl-Heinz Richard von Sayn-Wittgenstein (vormals Böswirth), der im Fernsehen als „Der Immobilienfürst“ auftrat. Auch bei der Ex-AfD-Politikerin Doris Fürstin von Sayn-Wittgenstein wird eine Adoption vermutet. Die Familie zu Sayn-Wittgenstein warnt vor Betrügern und Heiratsschwindlern, die sich des Namens „von Sayn-Wittgenstein“ bedienten.

## Bekannte Familienmitglieder

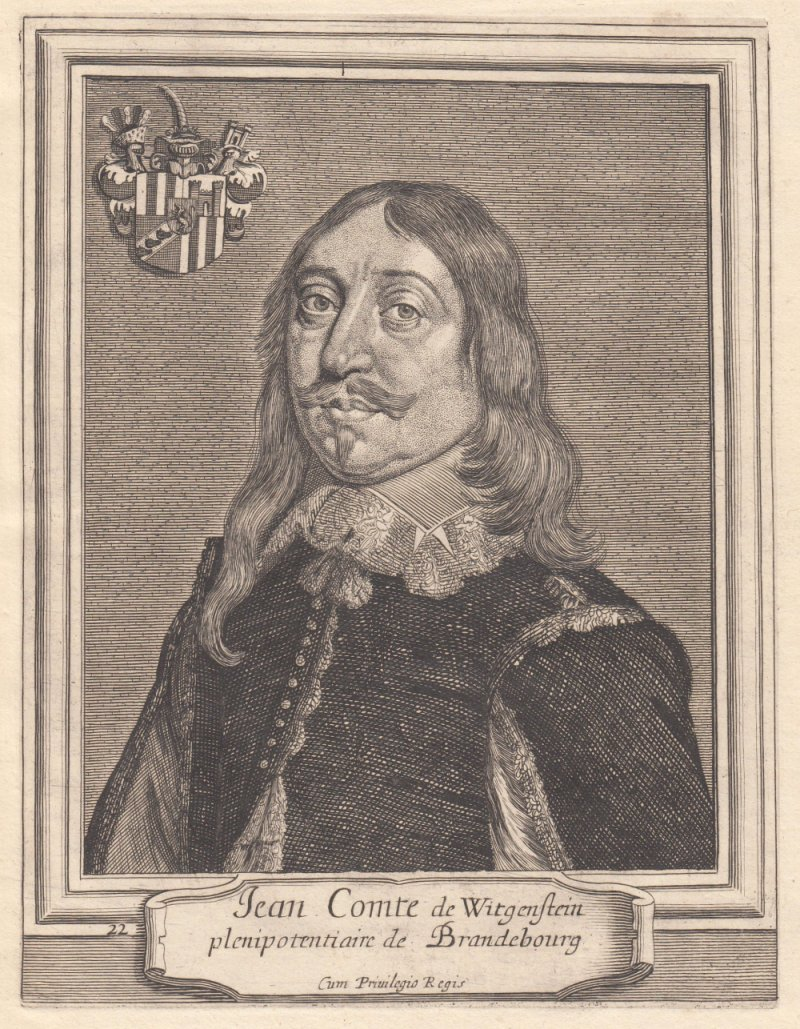
Johann VIII., Graf zu Sayn-Wittgenstein-Hohenstein (1601–1657), schwedischer Oberst im Dreißigjährigen Krieg

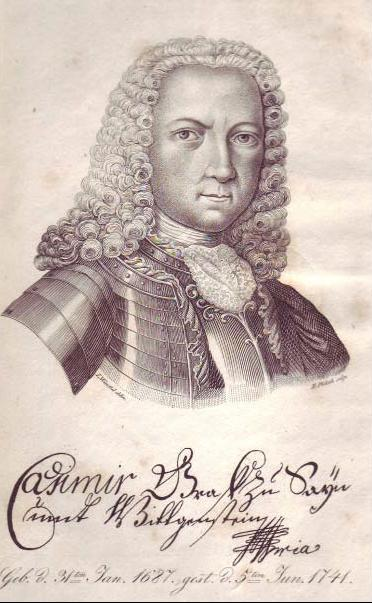
Casimir Graf zu Sayn-Wittgenstein-Berleburg (1687–1741)

Siehe auch: Sayn-Wittgenstein (Familienname) (Namensträger in alphabetischer Sortierung)
- Ludwig I. (der Ältere), Graf von Sayn zu Wittgenstein (1532–1605)
- Ludwig II. Graf zu Sayn-Wittgenstein zu Wittgenstein (1571–1634), erster Regent der Südgrafschaft Wittgenstein
- Johann VIII. (Sayn-Wittgenstein-Hohenstein) (1601–1657), Oberst im Dreißigjährigen Krieg, seit 1652 Regent von Hohnstein
- Louise Juliane zu Sayn-Wittgenstein-Sayn, Gräfin zu Erbach (1603–1670), Regentin der Grafschaft Sayn-Wittgenstein-Sayn
- Ludwig Christian zu Sayn-Wittgenstein-Hohenstein (1629–1683), Regent der Grafschaft Sayn-Wittgenstein-Hohenstein
- Gustav zu Sayn-Wittgenstein-Hohenstein (1633–1701), deutscher Graf aus dem Hause Sayn-Wittgenstein
- Henrich Albrecht zu Sayn-Wittgenstein-Hohenstein (1658–1723), Regent der Grafschaft Sayn-Wittgenstein-Hohenstein
- August David zu Sayn-Wittgenstein-Hohenstein (1663–1735), Regent der Grafschaft Sayn-Wittgenstein-Hohenstein
- Casimir zu Sayn-Wittgenstein-Berleburg (1687–1741), Regent der Grafschaft Wittgenstein-Berleburg, Bauherr an Schloss Berleburg und religiös toleranter Landesherr
- Friedrich zu Sayn-Wittgenstein-Hohenstein (1708–1756), deutscher Graf aus dem Hause Sayn-Wittgenstein
- Johann Ludwig zu Sayn-Wittgenstein-Hohenstein (1740–1796), Regent der Grafschaft Sayn-Wittgenstein-Hohenstein
- Christian Heinrich zu Sayn-Wittgenstein-Berleburg (1753–1800), Graf (ab 1796) Fürst der Grafschaft Sayn-Wittgenstein-Berleburg.
- Friedrich Karl zu Sayn-Wittgenstein-Hohenstein (1766–1837), deutscher Fürst
- Ludwig Adolf Peter zu Sayn-Wittgenstein (1769–1843), Generalfeldmarschall der russischen Armee
- Wilhelm zu Sayn-Wittgenstein-Hohenstein (1770–1851), preußischer Minister
- Louise Isabella zu Sayn-Hachenburg (1772–1827), durch Heirat Fürstin von Nassau-Weilburg
- Franz zu Sayn-Wittgenstein-Berleburg (1778–1854), preußischer Generalmajor
- Adolph Ernst zu Sayn-Wittgenstein-Hohenstein (1783–1856), deutscher Beamter und Landtagsabgeordneter
- August Ludwig zu Sayn-Wittgenstein-Berleburg (1788–1874), General und nassauischer Staatsminister
- Ludwig Adolf Friedrich zu Sayn-Wittgenstein-Sayn (1799–1866), russisch-deutscher Fürst
- Alexander zu Sayn-Wittgenstein-Hohenstein (1801–1874), deutscher Standesherr
- Leonilla zu Sayn-Wittgenstein (1816–1918), russische Adlige, Fürstin zu Sayn-Wittgenstein-Sayn
- Carolyne zu Sayn-Wittgenstein (1819–1887), Lebensgefährtin Franz Liszts
- Emil zu Sayn-Wittgenstein-Berleburg (1824–1878), kaiserlich-russischer General
- Ludwig zu Sayn-Wittgenstein-Hohenstein (1831–1912), deutscher Fürst und Standesherr
- August zu Sayn-Wittgenstein-Hohenstein (1868–1948), deutscher Fürst und Standesherr
- Richard zu Sayn-Wittgenstein-Berleburg (der Ältere) (1882–1925), deutscher Fürst und Chef des Hauses Sayn-Wittgenstein-Berleburg
- Gustav Albrecht zu Sayn-Wittgenstein-Berleburg (1907–1944), deutscher Offizier, Chef des Hauses Sayn-Wittgenstein-Berleburg
- Margareta zu Sayn-Wittgenstein-Berleburg (1909–2005), schwedische Gräfin
- Ottokar Graf Wittgenstein (1911–1995), deutscher Arzt und Psychiater
- Heinrich Prinz zu Sayn-Wittgenstein (1916–1944), deutscher Nachtjägerpilot im Zweiten Weltkrieg
- Casimir Johannes Prinz zu Sayn-Wittgenstein-Berleburg (1917–2010), deutscher Unternehmer und Politiker (CDU), Europa-Abgeordneter von 1979 bis 1984, war als Landesschatzmeister der hessischen CDU in die CDU-Spendenaffäre verwickelt
- Marianne Sayn-Wittgenstein-Sayn (1919–2025), österreichische Fotografin
- Botho Prinz zu Sayn-Wittgenstein-Hohenstein (1927–2008), deutscher Politiker, CDU-Bundestagsabgeordneter von 1965 bis 1980, Präsident des Deutschen Roten Kreuzes von 1982 bis 1994
- Richard zu Sayn-Wittgenstein-Berleburg (1934–2017), deutscher Unternehmer, Chef des Hauses Sayn-Wittgenstein-Berleburg
- Ludwig Ferdinand Prinz zu Sayn-Wittgenstein-Berleburg (* 1942), deutscher Unternehmer, Geschäftsführer der Wittgenstein New Energy Holding GmbH
- Alexander zu Sayn-Wittgenstein-Sayn (* 1943), deutscher Unternehmer, Präsident der Deutschen Burgenvereinigung e. V., Braubach und Chef des Hauses Sayn-Wittgenstein-Sayn
- Hubertus Prinz zu Sayn-Wittgenstein-Berleburg (* 1948), deutscher Unternehmer, Inhaber des Familienbetriebes Land- und Forstwirtschaft in Odenthal
- Gabriela zu Sayn-Wittgenstein-Sayn (* 1950), deutsche Unternehmerin
- Gustav Prinz zu Sayn-Wittgenstein-Berleburg (* 1969), deutscher Unternehmer, Chef des Hauses Sayn-Wittgenstein-Berleburg
- Friederike zu Sayn-Wittgenstein (* 1961), Professorin für Pflegewissenschaft, Fachhochschule Osnabrück
- Corinna zu Sayn-Wittgenstein-Sayn (* 1964), deutsche Geschäftsfrau, Freundin des spanischen Königs Juan Carlos I.
- Nathalie zu Sayn-Wittgenstein-Berleburg (* 1975), deutsch-dänische Dressurreiterin
- Filippa Sayn-Wittgenstein (1980–2001), deutsche Fotografin und Tagebuchautorin
- August Wittgenstein (* 1981), deutscher Schauspieler